# SINGLES OF BOØWY
『SINGLES OF BOØWY』（シングルズ・オブ・ボウイ）は、1991年12月24日にリリースされたBOØWYのビデオ。VHS、レーザーディスクの各フォーマットで発売。
2001年11月28日にはDVD化され、2012年12月24日にはBlu-ray化された。

## 解説
デビュー10周年を記念して、完全限定BOXセットの『BOØWY COMPLETE』と共に発売された。
活動中に製作されたビデオ・クリップと未発表（1991年当時）のライブ素材等で構成されている。
シングル「Marionette」（1987年）のPV以外は初商品化となっている。
ライブクリップ3曲は後にライブ・ビデオ『GIGS at BUDOKAN BEAT EMOTION ROCK'N ROLL CIRCUS TOUR 1986.11.11〜1987.02.24』（2004年）で再収録された。

## リリース履歴
| No. | 日付           | レーベル | 規格   | 規格品番            | 最高順位 | 備考                                                                                        |
| --- | -------------- | -------- | ------ | ------------------- | -------- | ------------------------------------------------------------------------------------------- |
| 1   | 1991年12月24日 | 東芝EMI  | VHS LD | TOVF-1135 TOLF-1135 | -        |                                                                                             |
| 2   | 2001年11月28日 | 東芝EMI  | DVD    | TOBF-5108           | 6位      |                                                                                             |
| 3   | 2012年12月24日 | 東芝EMI  | BD     | TOXF-4013           | -        | BD-BOX『BOØWY BLU-RAY COMPLETE』収録                                                        |
| 4   | 2021年9月1日   | USM      | BD     | UPXY-6085           | -        | BD-BOX『BOØWY BLU-RAY COMPLETE』から単体発売                                                |
| 5   | 2021年9月1日   | USM      | BD     | PROT-4014           | -        | ジャケット絵柄Tシャツ付きLimited BOX ※「BOØWY HUNT」・「UNIVERSAL MUSIC STORE」限定販売商品 |

## 収録曲
1. ホンキー・トンキー・クレイジー
  - 作詞・作曲：BOØWY

新たに製作されたビデオである。ライブ素材は、メンバーのオフショットと1984年3月30日の新宿LOFT公演、1985年3月12日のMARQUEE CLUB公演、4月13日の赤坂ラフォーレ・ミュージアム公演、12月24日の渋谷公会堂公演、1986年4月6日の日比谷野外音楽堂公演、5月1日の高崎市文化会館公演、12月10日・1987年2月24日の日本武道館公演、7月31日のワールド記念ホール公演、8月7日の横浜文化体育館公演といった、数多くのライブ映像を組み合わせて使用している（これらのライブ自体の音源は2007年発売の「“GIGS”BOX」などの商品において公式化されているが、1985年12月24日の渋谷公会堂ライブ音源は未だに公式リリースが無い）。
2. わがままジュリエット
  - 作詞・作曲：氷室京介

本作品収録のものはシングルやアルバムに収録されている物とは違い、フェードアウトしないフルエンディングで最後まで聴くことができる。
3. B・BLUE
  - 作詞：氷室京介／作曲：布袋寅泰
4. WORKING MAN
  - 作詞：松井恒松／作曲：布袋寅泰

1986年12月10日の日本武道館公演より。映像は1987年2月24日の日本武道館公演との混合。
5. NO N.Y.
  - 作詞：深沢和明／作曲：布袋寅泰

1987年2月24日の武道館公演より。映像は1986年12月10日武道館公演との混合。
6. MARIONETTE(Making)
  - 作詞：氷室京介／作曲：布袋寅泰
7. MARIONETTE
  - 作詞：氷室京介／作曲：布袋寅泰
8. 季節が君だけを変える(Single Version)
  - 作詞：氷室京介／作曲・編曲：布袋寅泰
9. ONLY YOU
  - 作詞：氷室京介／作曲：布袋寅泰

1986年12月10日の武道館公演より。映像は1987年2月24日武道館公演との混合。
10. CLOUDY HEART(Single Version)
  - 作詞・作曲：氷室京介

新たに製作されたビデオ。曲のイメージに合わせたものではなく、エンディング・クレジットを兼ねたものとなっている。

## 参加ミュージシャン
- 氷室京介
- 布袋寅泰
- 松井恒松
- 高橋まこと